# Spejaren
Spejaren (originaltitel: The Sentinel) är en amerikansk TV-serie i fyra säsonger, totalt 65 avsnitt, som ursprungligen sändes från den 20 mars 1996 till den 24 maj 1999. Den skapades av Danny Bilson och Paul De Meo.

## Handling
Efter en flygplanskrasch i Perus djungler är Jim Ellison (Richard Burgi) ensam överlevande. Han plockas upp 18 månader senare av amerikanska soldater. Tillbaka hemma upptäcker han att hans sinnen har blivit hyperkänsliga. Han lär sig bemästra dem och utnyttja dem i sitt jobb som polis.

## Medverkande
- Richard Burgi – Jim Ellison
- Garrett Maggart – Blair Sandburg
- Bruce A. Young – Simon Banks
- Kelly Curtis – Carolyn Plummer